# Moabitas

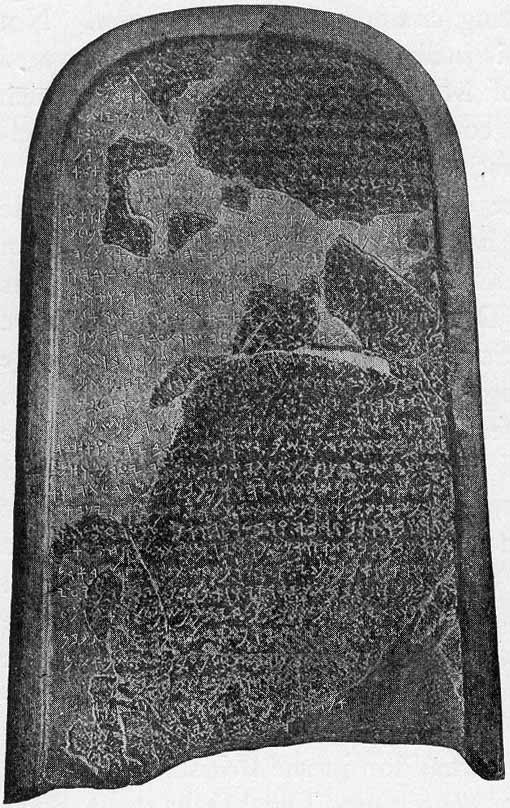
A estela de Mesa descreve a guerra do rei Mesa contra os israelitas.

Os moabitas foram um povo nômade que se estabeleceu a leste do Mar Morto por volta do século XIII a.C., na região que mais tarde seria chamada de Moabe. Eram aparentados com os hebreus, com os quais tiveram vários conflitos.
Foram combatidos e subjugados por Davi, rei de Israel. Os moabitas readquiriram a independência depois do cisma das doze tribos hebréias. Voltaram-se ao nomadismo e tempos depois Moabe foi anexado como parte da provincía romana da Arábia.
Segundo a Bíblia (Gênesis 19.30-38), deu-se origem o povo moabita através de um incesto, promovido pela filha mais velha de Ló, sobrinho de Abraão, logo após a destruição de Sodoma e Gomorra. Depois de ser tirado de Sodoma pelos anjos, Ló não achou mais lugar para viver nas cidades, especialmente Zoar, e foi-se para as montanhas e habitou em uma caverna. Sua filha mais velha em uma conversa com a sua irmã mais nova, disse que o pai, Ló, já era homem velho e não havia nenhum outro filho homem para dar continuidade na linhagem do pai, coisa que o povo da época, levava muito a sério. Elas embebedaram o pai e as conceberam cada uma, um filho do próprio pai. A mais velha gerou Moabe, patriarca do povo moabita e a mais nova gerou Ben-Ami, patriarca do povo de Amom, os amonitas.
Por ser Ló, sobrinho de Abraão, isso explica o porque dos moabitas serem aparentados dos hebreus, pois Abraão foi o patriarca do povo de Israel.
Ainda segundo a Bíblia, quando a cidade de Ló estava sendo destruída, Deus ordenou que ele e sua família fosse embora e não olhasse para trás. Quando estavam saindo, a esposa de Ló olhou para trás e virou uma estátua de sal.
Existe uma moabita que tem seu nome como titulo de um Livro da Bíblia, Rute.